# Hrbine (Glamoč, BiH)
Hrbine su naseljeno mjesto u općini Glamoč, Federacija Bosne i Hercegovine, BiH.

## Povijest
Nakon potpisivanja Daytonskog mirovnog sporazuma izdvojeno je istoimeno naseljeno mjesto koje je pripalo općini Šipovo koja je ušla u sastav Republike Srpske.

## Stanovništvo
Nacionalni sastav stanovništva 1991. godine, bio je sljedeći:
ukupno: 85  
- Srbi - 84 (98,82%)
- Hrvati - 1 (1,17%)

### 2013.
Na popisu 2013. godine bilo je bez stanovnika.